# Naissance en 1312
Naissance
- 1308
- 1309
- 1310
- 1311
- 1312
- 1313
- 1314
- 1315
- 1316

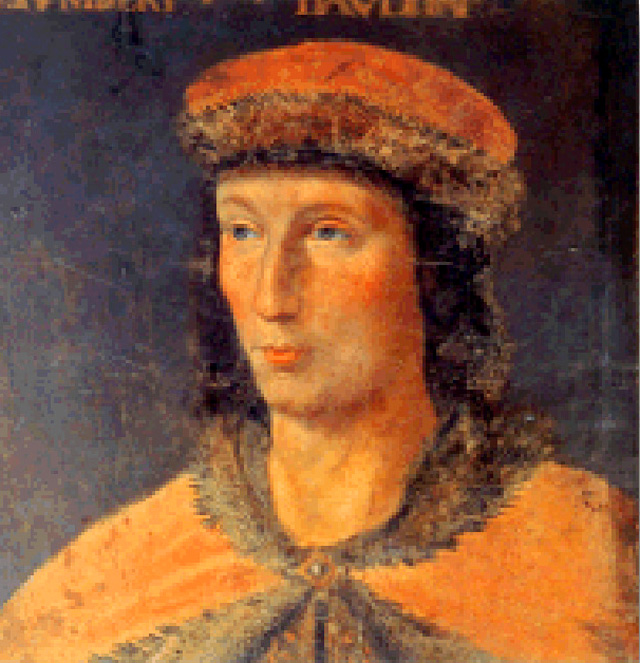
Humbert II de Viennois, né en 1312.

Cette page dresse une liste de personnalités nées au cours de l'année 1312  :
- 28 août : Henri XV de Bavière, duc de Basse-Bavière.
- 17 septembre : Guillaume de Bourg, seigneur de Connaught et 3e comte d'Ulster.
- 13 novembre : Édouard III d'Angleterre, comte de Chester, comte de Ponthieu et de Montreuil, puis roi d'Angleterre et duc d'Aquitaine.

- Novella d'Andréa, juriste italienne de l'université de Bologne.
- Guillaume II d'Athènes, infant de Sicile.
- Humbert II de Viennois, dernier dauphin de Viennois.
- Isabelle de France, princesse française.
- Jean d'Anguerant, évêque de Chartres puis de Beauvais.
- Jean II de Chalon-Arlay, seigneur d'Arlay (Maison de Chalon-Arlay), de Jarnac et de Châteauneuf.
- Shwetaungtet,  troisième roi de Sagaing, dans le centre de la Birmanie (République de l'Union du Myanmar).

date incertaine (vers 1312)
- Gui II de Namur, marquis de Namur.